# Чернышево (Владимирская область)
Чернышево — упразднённая деревня в Вязниковском районе Владимирской области России.

## География
Урочище находится в северо-восточной части области, в зоне хвойно-широколиственных лесов, в пределах Волжско-Окского междуречья, к югу от реки Клязьмы, к северу от автодороги М7, на расстоянии примерно 13 километров (по прямой) к востоку от города Вязники, административного центра района.

### Климат
Климат характеризуется как умеренно континентальный. Средняя температура воздуха самого холодного месяца (января) — −11,1 °C (абсолютный минимум — −48 °С), средняя максимальная температура воздуха (июля) — +23,3 °С (абсолютный максимум — +37 °С). Годовое количество атмосферных осадков составляет около 607 мм, из которых 413 мм выпадает в период с апреля по октябрь.

## История
В «Списке населенных мест Владимирской губернии по сведениям 1859 года» населённый пункт упомянут как удельная деревня Вязниковского уезда, расположенная при овраге Кручеве, в 17 верстах от уездного города. В деревне насчитывалось 6 дворов и проживало 48 человек (23 мужчины и 25 женщин).
По состоянию на 1905 год, в Чернышеве имелось 6 дворов и проживало 53 человека. В административном отношении деревня входила в состав Олтушевской волости.
По данным 1926 года в деревне имелось 7 хозяйств (в том числе 6 крестьянских) и проживало 36 человек (16 мужчин и 20 женщин). Являлась частью Вантинского сельсовета.